# 무쓰미촌 (야마구치현)
무쓰미촌(むつみ村)은 야마구치현 북부에 있던 촌이며, 아부군에 속했다.
2005년 3월 6일 하기시, 스사정, 다마가와정, 가와카미촌, 아사히촌, 후쿠에촌과 합병해 새로운 하기시의 일부가 되어 소멸하였다.

## 역사
- 1955년 4월 1일 - 다카마타촌, 기베촌이 합병해 성립하였다.
- 2005년 3월 6일 - 하기시, 스사정, 다마가와정, 가와카미촌, 아사히촌, 후쿠에촌과 합병해 새로운 하기시가 성립하였다. 동일 무쓰미촌은 폐지되었다.

## 교통

### 철도
촌내를 철도 노선은 다니지 않는다. 철도를 이용할 경우 가장 가까운 역은 서일본 여객철도 야마구치선의 미타니역

### 도로
- 국도 제315호선 (일본)(일본어판)